# Felttoget i Østafrika (1. verdenskrig)
Felttoget i Østafrika er betegnelsen på felttoget sydafrikanske, belgiske og allierede styrker kæmpede under første verdenskrig for at erobre Tysk Østafrika (i dag landene Tanzania, Burundi og Rwanda).
Felttoget udmærkede sig ved store tab i forbindelse med sygdom, kun 1 af 30 døde omkom i kamphandlinger, resten måtte give tabt for tropesygdomme og udmattelse. Den tyske kommandant Paul von Lettow-Vorbeck har efter fået anerkendelse for sin strategiske udnyttelse af stærkt underlegne styrker til at opbinde overlegne styrker fra det britiske imperium og dets allierede.
6°18′25″S 34°51′14″Ø / 6.307°S 34.854°Ø